# Кинни (озеро)
Ки́нни (англ. Kinney Lake) — горное озеро в Канаде, в провинции Британская Колумбия. Высота над уровнем моря — 979 м.

## Описание
Озеро находится на территории парка Маунт-Робсон и фактически является расширением реки Робсон. Кинни вытянуто с северо-запада на юго-восток на 1,6 километра, ширина его составляет от 140 до 500 метров.
Озеро было названо А. П. Коулманом (A. P. Coleman), профессором геологии Торонтского университета, в 1907 году в честь своего напарника по восхождению на гору Робсон, Джорджа Кинни (George Kinney). Впервые на картах появилось в 1911 году.